# Aleksandr Zinin
Aleksandr Michajlovitsj Zinin (Russisch: Александр Михайлович Зинин) (Rostov aan de Don, Oblast Donlegioen, 18 april 1911 - Moskou, 26 september 1985) was een voormalig basketbalspeler die uitkwam voor Dinamo Moskou. Kreeg de onderscheidingen Meester in de sport van de Sovjet-Unie in 1946 en werd Geëerd Coach van de Sovjet-Unie (1956).

## Carrière
Zinin speelde zijn gehele profcarrière bij Dinamo Moskou. Met die club werd Zinin twee keer landskampioen van de Sovjet-Unie in 1935 en 1937, tweede 1934 en 1936. In zijn tijd als speler van Dinamo was hij ook hoofdcoach van het vrouwenteam van Dinamo Moskou. Met dat team werd hij 4 keer landskampioen van de Sovjet-Unie in 1937, 1938, 1939 en 1940. Ook werd hij landskampioen met het vrouwenteam van Team Moskou in 1936.
Zinin vocht in de Grote Vaderlandse Oorlog. Zinin kreeg daarvoor de onderscheidingen Orde van de Vaderlandse Oorlog, Orde van de Rode Ster (Sovjet-Unie), Ereteken van de Sovjet-Unie, Medaille voor de Gewapende Strijd en de Medaille voor de Verdediging van Stalingrad.

## Erelijst
- Landskampioen Sovjet-Unie: 2
  - Winnaar: 1935, 1937
  - Tweede: 1934, 1936